# Werner Otto

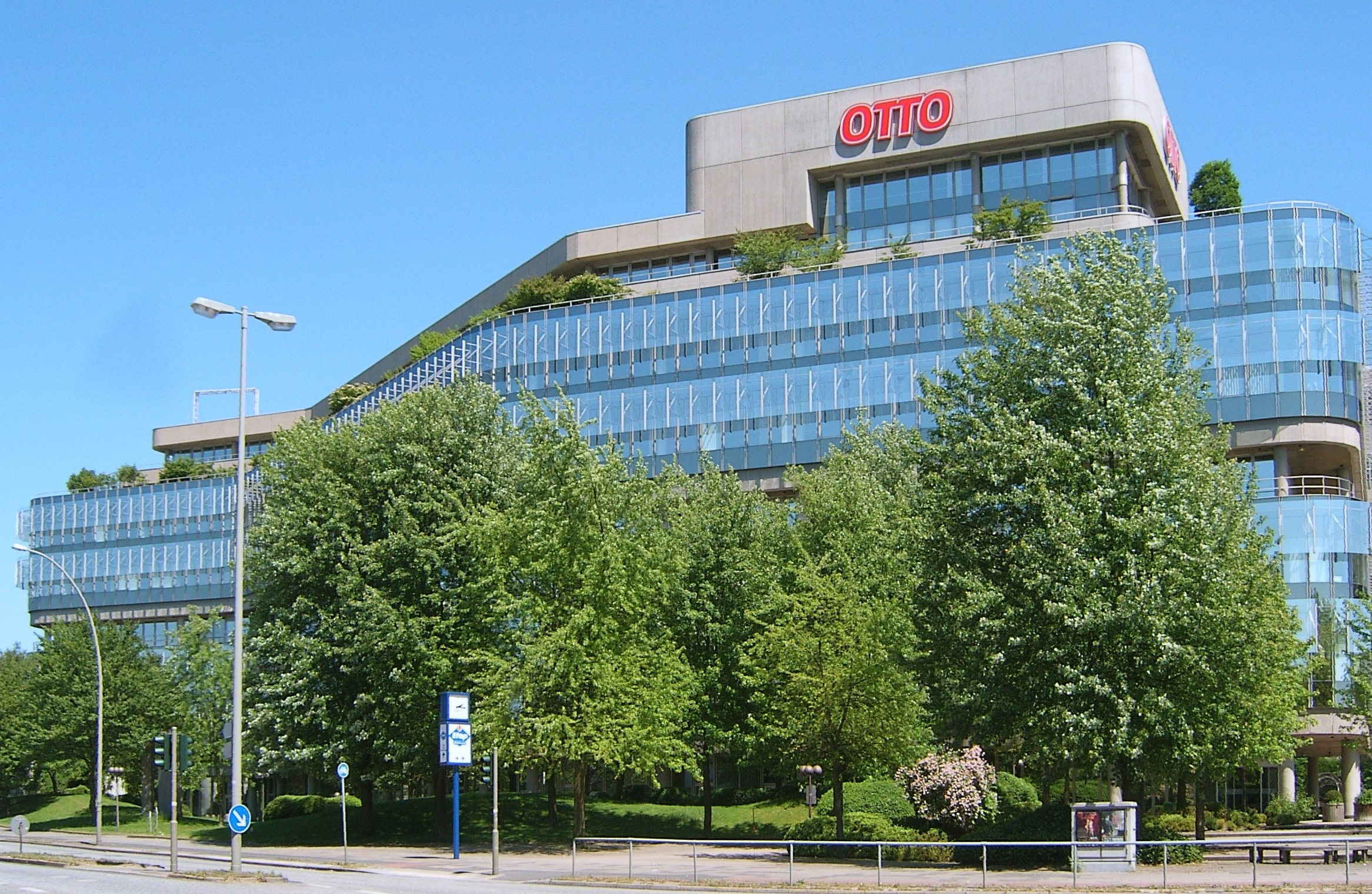
Ředitelství OTTO v Hamburku

Werner Otto (13. srpna 1909, Seelow – 21. prosince 2011, Berlín) byl německý podnikatel, zakladatel společností Otto Group, ECE, Paramount Group a nadace Werner Otto Foundation.
Brzy po narození mu zemřela matka a otec, majitel obchodu, zkrachoval dřív, než Werner dokončil studia. Po válce založil dílnu na dřeváky, která však byla po měnové reformě zavřena. V roce 1949 začal se zásilkových obchodem s botami. Díky svému obchodnímu talentu se z něj postupem let stal miliardář a získal Velký kříž za zásluhy. Byl třikrát ženatý a měl 5 dětí.